# 丰特奈 (滨海塞纳省)
丰特奈（法語：Fontenay，法語發音：[fɔ̃tnɛ] ⓘ）是法国滨海塞纳省的一个市镇，属于勒阿弗尔区。

## 地理
丰特奈（49°33'38"N, 0°10'58"E）面积5.61 平方千米，位于法国诺曼底大区滨海塞纳省，该省份为法国北部沿海省份，其西部及北部濒大西洋英吉利海峡，东起顺时针与索姆省、瓦兹省、厄尔省和卡爾瓦多斯省接壤。
与丰特奈接壤的市镇（或旧市镇、城区）包括：滨海科维尔、马讷维莱特、蒙蒂维利耶、滨海奥克特维尔、罗勒维尔。

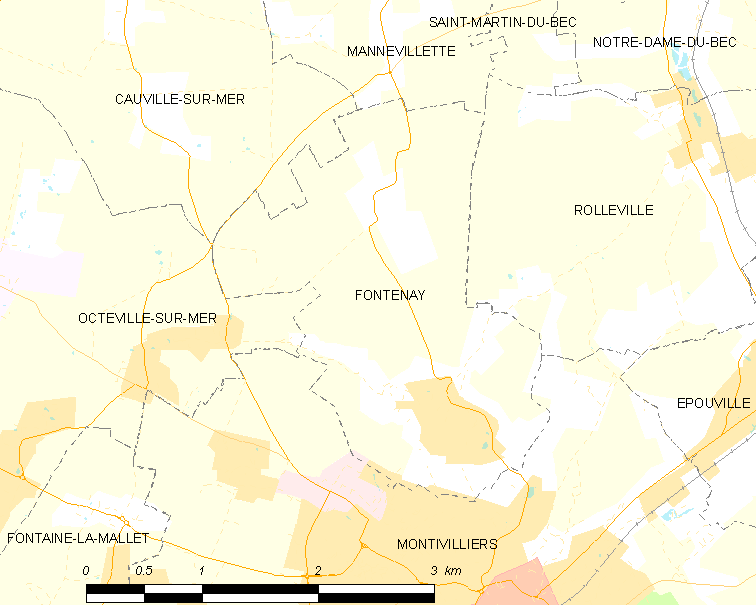
的OSM定位图

丰特奈的时区为UTC+01:00、UTC+02:00（夏令时）。

## 行政
丰特奈的邮政编码为76290，INSEE市镇编码为76275。

## 政治
丰特奈所属的省级选区为滨海奥克特维尔县。

## 人口

1962-2008年间人口变化图示

丰特奈于2022年1月1日时的人口数量为1783人。